# Loison-sous-Lens
Loison-sous-Lens település Franciaországban, Pas-de-Calais megyében. Lakosainak száma 5202 fő (2022. január 1.). Loison-sous-Lens Annay, Harnes, Lens, Noyelles-sous-Lens, Sallaumines és Vendin-le-Vieil községekkel határos.

## Népesség
A település népességének változása:
| Lakosok száma | 5195 | 5347 | 5466 | 5410 | 5379 | 5366 | 5308 | 5255 | 5202 |
|               | 2013 | 2015 | 2016 | 2017 | 2018 | 2019 | 2020 | 2021 | 2022 |